# امان‌الله شاه
امان‌الله خان (۱ ژوئن ۱۸۹۲ - ۲۵ آوریل ۱۹۶۰) سومین فرزند حبیب‌الله خان از دودمان بارکزایی و پادشاه افغانستان از ۱۹۱۹ تا ۱۹۲۹ بود.
اصلاحات شاه امان‌الله خان که در ۱۹۲۳ در زمینه‌های اجتماعی انجام شد به واکنش عناصر سنتی و محافظه‌کار منجر شده و پس از یک جنگ داخلی، در ۱۹۲۹ او به کناره‌گیری از سلطنت وادار شد. با استعفای امان‌الله خان و جانشینی وی توسط معین‌السلطنه عنایت‌الله خان (۱۴ ژانویه) و استعفای سردار عنایت‌الله خان (۱۷ ژانویه)، حبیب‌الله کلکانی که به کابل حمله کرده‌بود ارگ شاهی را تصرف کرد.

## به‌قدرت رسیدن
پس از اینکه حبیب‌الله خان در فوریهٔ ۱۹۱۹ م. کشته شد، با اینکه پسر بزرگش عنایت‌الله ملقب به معین‌السلطنه به جانشینی او تعیین شده بود، برادرش نصرالله خان خود را شاه و جانشین برادر خواند، ولی امان‌الله با این عنوان که معین‌السلطنه از حق خود صرف نظر کرده‌است، از کابلی‌ها برای خود بیعت گرفت و با مساعدت مردم و عده‌ای از بزرگان، دست عمویش را از امارت کوتاه کرد و در ۱۹۱۹ م. با قشون سرحدی هندوستان جنگید. این جنگ که معروف به جنگ استقلال است و سومین جنگ افغانستان با انگلستان بود، به پیمان راولپندی (اوت ۱۹۱۹ م) منجر شد که به موجب آن، انگلستان از امتیازات خود چشم پوشید و افغانستان مستقل شد.

## جنگ با انگلیس
در این روزها احساسات ضد انگلیسی در بین مردم به اوج شدت خویش رسیده بود، زیرا عموماً معتقد بودند که انگلیس می‌بایست در قبال بیطرفی افغانستان در جنگ اول جهانی، استقلال کامل این کشور را بدان بازمی‌گرداند. شاه امان‌الله از احساسات ضد انگلیسی مردم استفاده نموده، در سال ۱۲۹۸ ه‍.ش (۱۹۱۹ میلادی) سومین جنگ علیه انگلیس را آغاز کرد. حرکت نیروهای این کشور به طرف هند آغاز شد، نیروهای هوایی انگلیس برای مدت ده روز پشت هم شهر جلال‌آباد و نواحی خیبر را فتح کردند، بعد از ده روز جنگ افغانستان تقاضای آتش‌بس و پیشنهاد صلح نمود. انگلیس‌ها هم که از جنگ اول جهانی خسته و فرسوده شده بودند، با اندکی تعلل این تقاضا را پذیرفتند. از سوی دیگر انقلاب اکتبر ۱۹۱۷ در روسیه نیز تأثیرات خود را داشت، و دیگر برای انگلیس تهدیدی محسوب نمی‌شد، سیاست بلشویکها عدم مداخله در امور دیگران بود. افغانستان در نخستین روزهای جنگ سوم افغان و انگلیس اعلان استقلال نمود. انگلیس به سال ۱۳۰۰ ه‍.ش (۱۹۲۱ میلادی) طی قراردادی در راولپندی استقلال افغانستان را به رسمیت شناخت.

## اصلاحات
شاه امان‌الله سیاست گوشه‌گیرانه پدر بزرگ و پدرش را کنار گذاشته دست به یک سلسله اصلاحات اساسی زد که در تاریخ افغانستان بی‌نظیر بودند. این اصلاحات شاه مورد قبول قشر مذهبی واقع نشد، ملاها و روحانیون محافظه‌کار دست به تحریکات علیه شاه اصلاح‌طلب زدند. در ۱۳۰۷ ه‍.ش (۱۹۲۷ میلادی)، امان‌الله خان نخستین رهبر افغان بود که عنوان خود را از امیر به شاه تغییر داد.

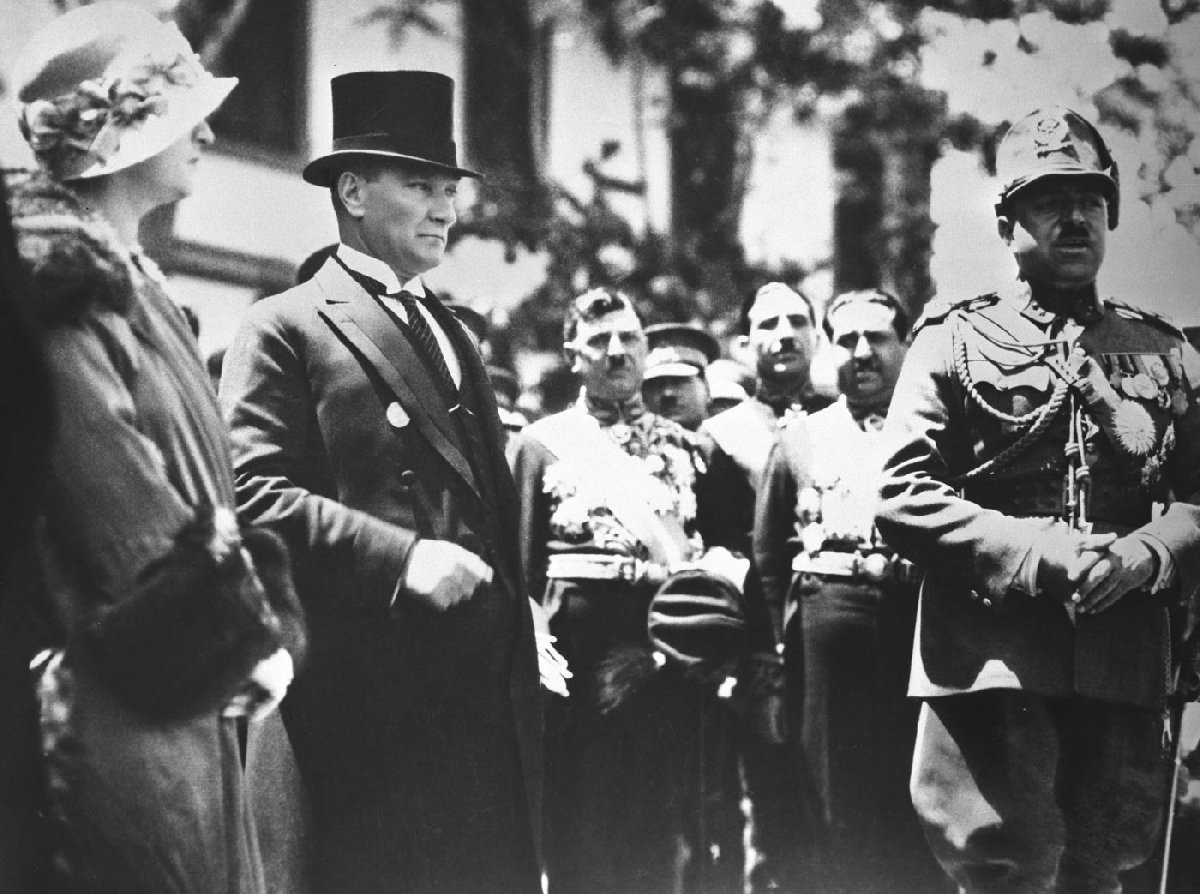
امان‌الله شاه با اولین رئیس‌جمهور ترکیه مصطفی کمال آتاترک در آنکارا، (۱۹۲۸).

دولت امان‌الله خان در سال ۱۹۲۰ میلادی پیمان دوستی با شوروی (۲۸ فوریه) و سپس با ایتالیا (۲ ژوئن) و ایران امضا کرد. در افغانستان در زمان شاهی او یعنی در سال ۱۹۲۲ جایگزینی تقویم هجری شمسی به جای هجری قمری انجام شد. امان‌الله خان در سال ۱۹۲۱ م. پیمانی با دولت شوروی بست و امتیاز خط تلگرافی کوشک هرات، قندهار و کابل را به روسیه داد.
در سال ۱۹۲۶ سلطنت مشروطه اعلام کرد و خود را شاه خواند. او در ۱۰ دسامبر ۱۹۲۷ سفری ۶ ماهه را به کشورهای آسیایی، اروپایی و آفریقایی آغاز کرد و در سال ۱۳۰۷ ه‍.ش از راه ایران به افغانستان بازگشت و دست به اقدامات اصلاحی زد و مدارس بسیاری در کابل و نقاط دیگر مملکت تأسیس و متخصصانی از خارج استخدام کرد و در کابل علاوه بر مدارس حبیبیه و حربیهٔ سابق مدارس عالی دیگری زیر نظر معلمان فرانسوی و آلمانی بنیاد نهاد و یک دسته محصل به خارج کشور گسیل داشت.
وی به تعلیم زنان اهمیت داد و مدرسه‌ای به نام مکتب مستورات در کابل دایر کرد و دسته‌ای از دوشیزگان را برای تحصیلات عالی به اروپا فرستاد.
چون اقدامات اصلاحی وی با تندروی‌هایی همراه بود و با روحیهٔ مردم ایل‌نشین و متعصب افغانستان سازگاری نداشت، حبیب‌الله کلکانی بر او شورید و او را مجبور به استعفا کرد. امان‌الله خان پس از استعفا به ایتالیا رفت و در آنجا ساکن شد.

## دشمنی دولتی با او

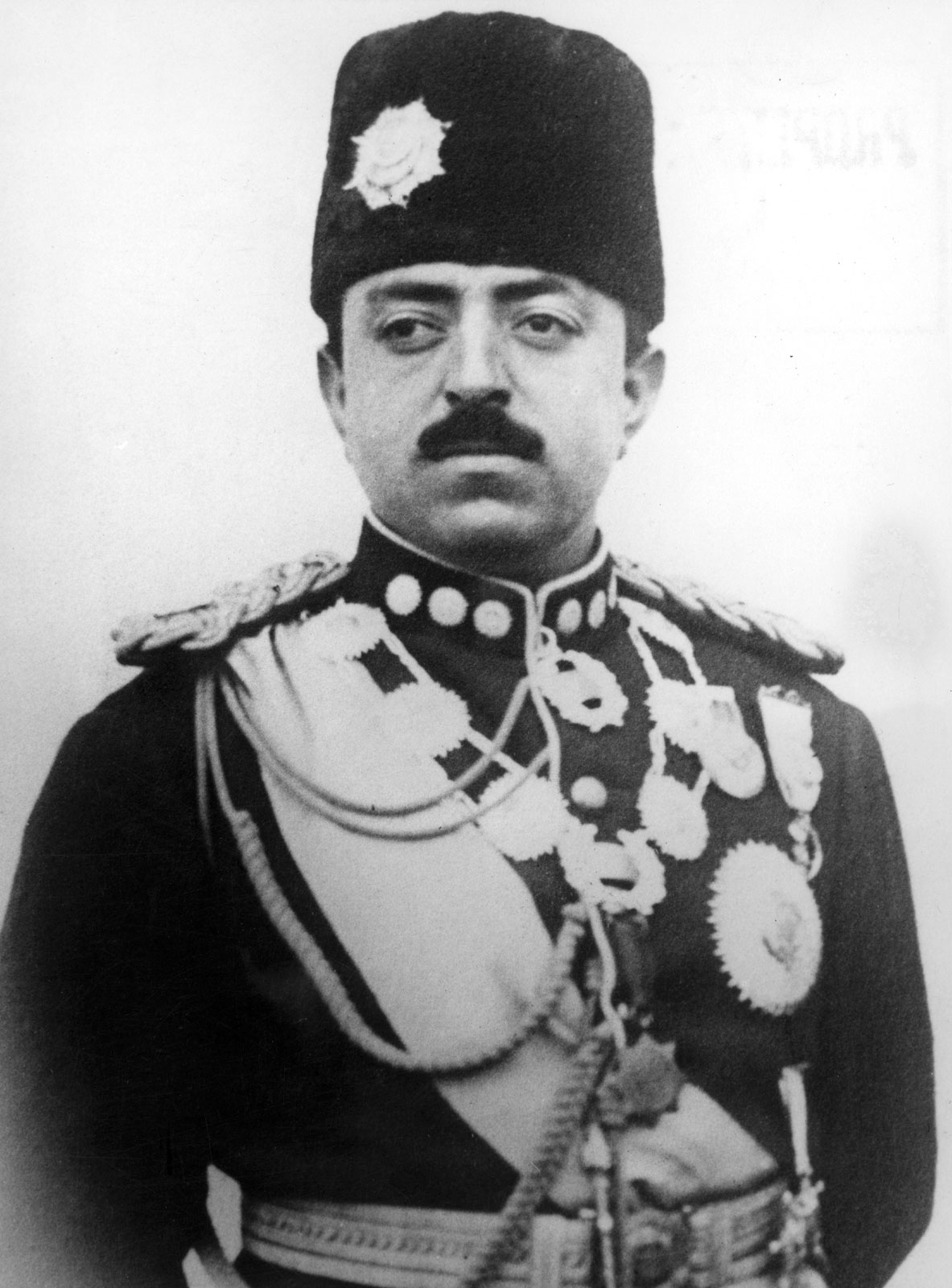
شاه امان‌الله خان (غازی امان‌الله خان)

برای اولین بار در ماه مه سال ۱۹۲۴، ملا عبدالله مشهور به ملای لنگ در خوست علیه امیر امان‌الله خان شورید. رهبران قیام خوست در ۳۰ ژانویه ۱۹۲۵ دستگیر شدند.
در سال ۱۳۰۸ خورشیدی (۱۹۲۹ م) پس از جنگ داخلی و سلطنت حبیب‌الله کلکانی، پادشاهی افغانستان به یک شاخه دیگر قوم محمدزائی رسید که از فرزندان سردار یحیی خان بودند و رئیس ایشان محمد نادر شاه بود که در همان سال به سلطنت رسید. در عهد سلطنت نادری، دشمنی دولتی و رسمی در برابر پادشاه پیشین، شاه امان‌الله خان (که در ایتالیا بود) به جایی رسید که حتی کسی جرأت نمی‌کرد نام او را بر زبان آورد. این وضع پس از ۱۳۱۲ (۱۹۳۳ م) یعنی سال کشته‌شدن نادرشاه؛ تا سال‌های درازی ادامه یافت. امان‌الله‌خان در سوئیس درگذشت و پیکر او را برای دفن به افغانستان آوردند. نخستین بار در سال ۱۳۴۸ (۱۹۶۹ م) محمد ظاهرشاه هنگام بزرگ‌داشت چهل سال استقلال افغانستان در بیانیهٔ جشن استقلال نام شاه امان‌الله‌خان را در بیانات خویش به نیکویی یاد کرد. پس از کودتای کمونیستی ۱۳۵۷ (۱۹۷۸ م) و آغاز حکومت مجاهدین در ۱۳۷۱ (۱۹۹۲ م) سخن گفتن دربارهٔ امان‌الله‌خان آزاد شد.

## ادعای تغییر دین
بنابر ادعای روزنامه‌ای به نام آگوستنین و روزنامه نیویورک تایمز که در سال ۱۹۲۹ منتشر شده‌است، امان‌الله شاه و همسر وی ثریا طرزی هنگامی‌که در تبعید به‌سر می‌بردند به دین مسیحیت و مذهب کاتولیک گرویدند.

## وفات

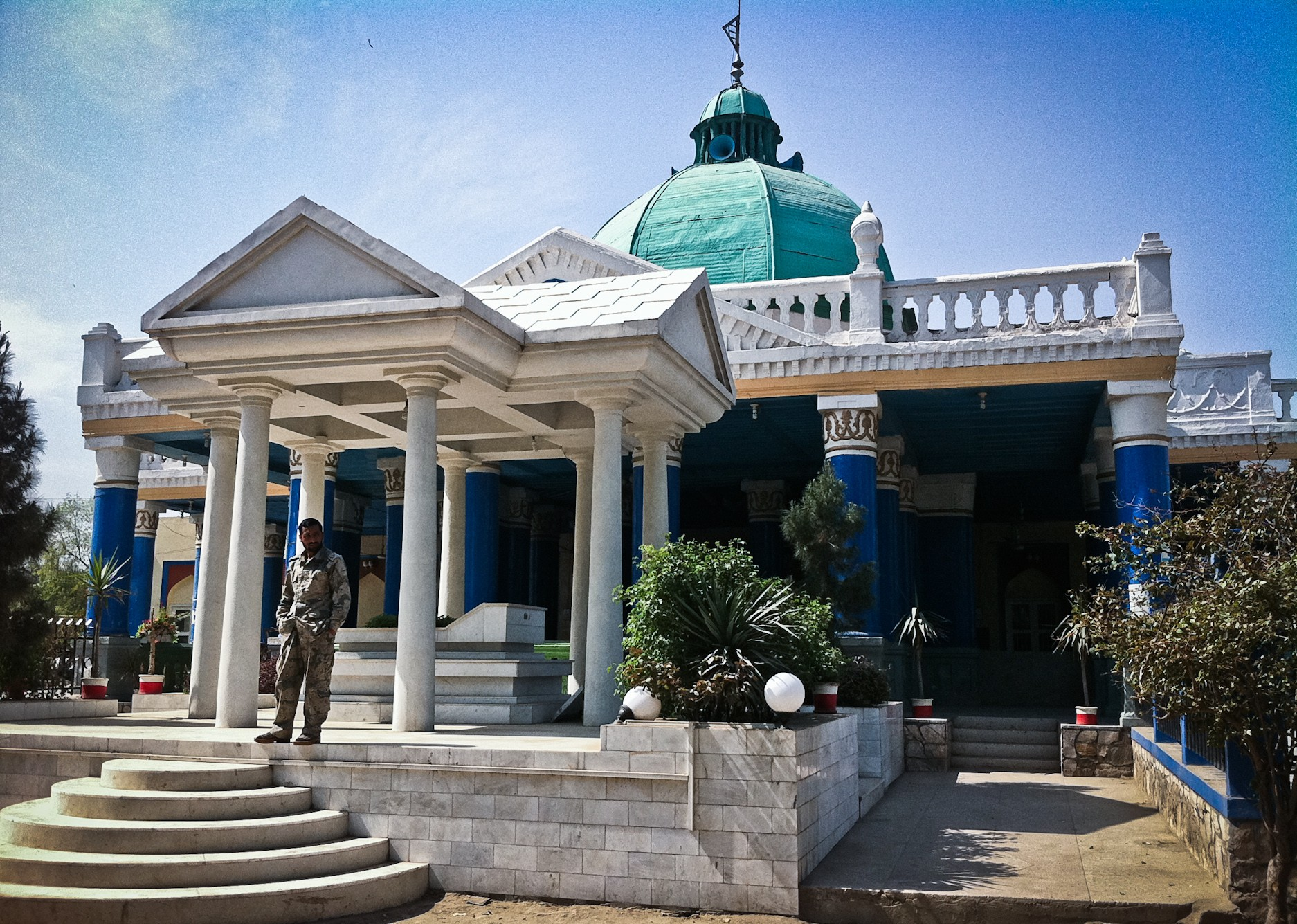
آرامگاه امان‌الله خان در جلال‌آباد

وی در ۲۵ آوریل ۱۹۶۰ در زوریخ سویس درگذشت. جنازه‌اش به جلال‌آباد انتقال داده شد و در جوار پدرش به خاک سپرده شد.

## نگارخانه
|  |  |  |  |  |  |